# Hertugdømmet Braunschweig
 Ikke at forveksle med Hertugdømmet Braunschweig-Lüneburg.
Hertugdømmet Braunschweig (tysk: Herzogtum Braunschweig) var en historisk stat i det nordlige Tyskland, der eksisterede fra 1814 til 1918.
Hertugdømmet havde sin oprindelse i fyrstendømmet Braunschweig-Wolfenbüttel og blev oprettet efter Wienerkongressen i 1814-1815. Det var medlem af Det Tyske Forbund fra 1815 til 1866, Det Nordtyske Forbund fra 1867 til 1871 og Det Tyske Kejserrige i hele dettes eksistensperiode fra 1871 til 1918. Det blev i en længere periode regeret af Preussen. Monarkiet blev afskaffet ved Novemberrevolutionen i 1918, og hertugdømmet blev da Fristaten Braunschweig, som senere blev en del af den tyske delstat Niedersachsen i 1946.
Hertugdømmets stærkt opdelte territorium lå i et område, som i dag ligger inden for de tyske delstater Niedersachsen og Sachsen-Anhalt. Det bestod af 9 ulige enklaver med et samlet areal på 3.672 km2 og knapt en halv million indbyggere. Dets hovedstad var byen Braunschweig.

## Historie
Braunschweig tilhørte i den tidlige middelalder slægten Bruno (heraf navnet Braunschweig), som var grever af Nordheim og af Supplinburg. Ved arv gik Braunschweig i det 12. århundrede over til slægten Welf, og da Henrik Løve blev styrtet 1181, beholdt han en stor del af Braunschweig samt Lüneburg; hans sønnesøn Otto blev i 1235 af kejser Frederik 2. gjort til hertug af Braunschweig og Lüneburg. Ottos sønner, Albrecht og Johan, delte i 1267 hertugdømmet imellem sig, hvorved Albrecht blev grundlægger af den ældre braunschweigske og Johan af den ældre lüneburgske linje. Den første delte sig atter efter Albrechts død i 3 linjer, Grubenhagen (uddød 1596), Göttingen (uddød 1463) og Wolfenbüttel. Hertug Magnus 2. af den sidstnævnte linje arvede Lüneburg, da den ældre lüneburgske linje uddøde i 1369; dog måtte han og hans sønner først hævde besiddelsen i en langvarig kamp (Lüneburg-arvefølgekrigen, endt 1388) med Huset Sachsen-Lauenburg. To af Magnus’ sønner delte atter (1409 og 1428) landene imellem sig således, at der igen opstod to linjer, den mellemste linje Braunschweig og den mellemste linje Braunschweig-Lüneburg. Den første deltes atter i linjen Kalenberg, der arvede de göttingske lande i 1463 men uddøde i 1584, og linjen Wolfenbüttel, der fik de kalenborg-göttingske lande i 1584 og linjen Grubenhagens besiddelser i 1596 og uddøde med Frederik Ulrik i 1634. Den anden, den mellemste linje Braunschweig-Lüneburg, delte sig 1520 i 3 linjer, hvoraf de to dog uddøde i 1549 og i 1642, mens der af den 3. ved delingen mellem brødrene Vilhelm og Henrik 1569 atter opstod 2 linjer; den yngre broder, Vilhelm, stiftede den ny linje Braunschweig-Lüneburg, som senere antog navnet Hannover, og hvorfra de hannoveranske kurfyrster og konger (indtil 1866) og det engelske kongehus nedstammer, den ældre broder, Henrik, stiftede linjen Braunschweig-Lüneborg-Dannenberg, der senere, efter 1635 at have arvet Wolfenbüttel, kaldte sig den ny linje Braunschweig-Wolfenbüttel, som regerede i lige linje indtil 1735, da den fulgtes af sidelinjen Braunschweig-Bevern.
I det 18. århundrede blev forholdet til Preussen den vigtigste faktor i Braunschweigs politik; under Syvårskrigen støttede Braunschweig Frederik den Store og blev hærget af franskmændene. Hertug Karl af Braunschweig (1735—80), der i 1753 gjorde byen Braunschweig til sin residensstad, bragte ved sin ødselhed landet i dyb gæld og søgte at bøde herpå ved at leje sine tropper ud til England i Den Nordamerikanske Frihedskrig. Sønnen, Karl Vilhelm Ferdinand (1780—1806), der gjorde meget for at bringe rigets finanser på fode, overtog i 1806 ledelsen af den preussiske hær og døde som følge af sine sår i Slaget ved Auerstädt, og under hans søn, Frederik Vilhelm, inddrog Napoleon Braunschweig og indlemmede det i det ved Freden i Tilsit 1807 dannede kongerige Westfalen. Efter Slaget ved Leipzig kom dog Frederik Vilhelm atter i besiddelse af sit rige i november 1813, og efter sin død i Slaget ved Quatre Bras (16. juni 1815) fulgtes han af sin umyndige søn Karl. Under formynderskabet, der førtes i prinsregenten af Englands (Georg IV’s) navn, fik Braunschweig i 1820 en ny stænderforfatning; efter at have overtaget regeringen i 1823 styrede Karl dog landet på en vilkårlig måde, krænkede forfatningen og gjorde sig meget upopulær; en revolution udbrød den 7. september 1830, residensslottet blev stukket i brand, og Karl måtte flygte. Kort efter overtog Karls yngre broder Vilhelm regeringen, og man enedes om en ny, mere frisindet forfatning af 12. oktober 1832. Landet blev styret godt i finansiel henseende, næringsvejene blev ophjulpne, og der foretoges vigtige reformer i retsplejen, kommunalforvaltningen m. m. I 1838 åbnedes jernbanen Braunschweig—Wolfenbüttel, den første statsbane i Tyskland; 1844 tiltrådte Braunschweig Den Tyske Toldforening. Under krigen 1866 var Braunschweig først neutralt, men sluttede sig den 6. juli åbent til Preussen og trådte ind i Det Nordtyske Forbund.
I krigen 1870—71 mod Frankrig deltog Braunschweigs tropper i kampene ved Metz, Orléans og Le Mans, mens dog samtidig hertugen bestemt modsatte sig at afslutte en militærkonvention med Preussen og lade sine tropper indlemme i den preussiske hær. I de følgende år trådte arvefølgespørgsmålet mere og mere i forgrunden i Braunschweig. Da hertug Vilhelm var ugift, skulle riget efter hans død gå over til den yngre welfiske linje i Hannover. Efter at Preussen i 1866 havde annekteret Kongeriget Hannover, mødte Huset Hannovers arveret til Braunschweig modstand ikke alene hos Preussen, men også befolkningen i Braunschweig var imod den, mens hertug Vilhelm stod på Hannovers side og ønskede kong Georg og efter dennes død (i 1878) sønnen Ernst August, hertug af Cumberland, til efterfølger; endelig enedes regering og landdag om en grundlovsændring den 16. februar 1879, som fastslog et eventuelt regentskabsråd på tre medlemmer bestående af statsministeriet og landdagens og overlandsrettens præsidenter. Dette regentskabsråd trådte i kraft, da hertug Vilhelm døde den 18. oktober 1884, hvorimod hertugen af Cumberland kun fik hertug Vilhelms privatformue, da han fastholdt sine fordringer på Hannover, og forbundsrådet derfor erklærede, at hans regering var en umulighed på grund af hans forhold til Preussen. Braunschweigs landdag valgte på regentskabsrådets forslag enstemmig prins Albrecht af Preussen til regent den 21. oktober 1885. Samme år afsluttede Braunschweig en militærkonvention med Preussen. Den 9. marts 1899 vedtoges den siden gældende landdags valglov. Efter prins Albrechts død den 13. september 1906 tilbød hertugen af Cumberland at give afkald på sin egen og sin ældste søns arveret til Braunschweig til fordel for sin anden søn, Ernst August. Det tyske forbundsråd nægtede dog at give tilladelse til, at et medlem af Huset Hannover besteg Braunschweigs trone så længe, noget medlem af dette hus fastholdt kravet på Hannover. Til regent i Braunschweig valgtes her efter den 28. maj 1907 hertug Johan Albrecht af Mecklenburg-Schwerin. I 1913 kom der imidlertid et forlig i stand som følge af, at prins Ernst August ægtede kejser Vilhelms eneste datter, prinsesse Viktoria Luise; Ernst August, der var indtrådt i den preussiske hær og som preussisk officer havde svoret ikke at gøre eller tillade noget, der kunne skade Preussens territoriale integritet, fik lov til at blive hertug af Braunschweig den 3. november 1913, uden at hans slægt havde givet formelt afkald på Hannover.